# Фав
Фав (фр. Fave) — небольшая река во Франции в департаменте Вогезы, приток Мёрта. Длина реки составляет 22,2 км.

## География
Река начинается у деревни Любин, проходит у Прованшер-сюр-Фав и впадает в Мёрт около городка Сент-Маргерит.

## Гидрология
Фав при небольшом водосборном бассейне имеет множество мелких притоков. Наиболее крупные ручьи (перечисляя от истока): Сент-Катерин (Sainte-Catherine), Блё (Bleu) и Морт (Morte, иногда Morthe). В месте впадения в Мёрт среднегодовой расход воды 3,31 м³/с.

## История
Река Фав в первый раз упоминается в документах в 1284 году. Тогда же упоминается одноимённое поселение на реке, разрушенное в ходе Тридцатилетней войны и после этого заброшенное людьми. Среди специалистов продолжаются дискуссии о первичности названия (поселение дало название реке или наоборот) и о его этимологии.
Долина реки Фав расположена в более удобном для прохождения участке западных Вогезов. Это делало её объектом военных конфликтов как до Тридцатилетней войны, так и после неё. В Первую мировую войну долина входила в оборонительный участок французской армии «Сен-Дие». Летом 1918 года, в рамках подготовки общего контрнаступления сил Антанты, французские войска на этом участке были усилены американской 5-й дивизией (общее командование осталось французским). 17 августа 1918 части дивизии перешли в наступление и захватили Фрапель и высоту 451,5, заблокировав немецким частям доступ к долине.